# Kruševac
De stad Kruševac (Servisch: Крушевац, gelezen als Kroesjewats) is het centrum van het  district Rasina in Centraal-Servië. In de stadskern wonen 60.000 mensen, terwijl de gemeente met dorpen 130.000 mensen heeft. De hele Rasina district heeft 240.000 mensen. Stad zelf ligt op de een hoogte van 137 m.

## Natuur
De stad ligt aan de voet van de Bagdala-heuvel, die 210 m hoog is. Twee rivieren die door de gemeente Kruševac stromen, zijn de Westelijke Morava (Zapadna Morava) en de Rasina. 20 km van de stad liggen de Jastrebac-bergen, met een hoogste piek van 1452 m. 
Ideaal voor recreatie en visserij zijn twee meren op 30 km van de stad: het Ćelije-meer ten zuiden en het Bovan-meer ten oosten van de stad. 
De stad is ook bekend door twee spa's in de buurt: Vrnjačka Banja en “Ribarska banja”.

## Demografie
De gemiddelde leeftijd van de bewoners van de stad is 39,2 jaar (38,2 voor mannen en 40,1 voor vrouwen). Het gemiddelde aantal personen per huishouden is 2,95.

## Etnische samenstelling (data uit 2002)
- Serviërs: 96,5%
- Roma: 1,8%
- Anderen: 1,7%

## Geschiedenis en oorsprong
De stad werd in 1371 gesticht door hertog Lazar Hrebeljanović. 
De middeleeuwse burcht diende als het centrum van het ex-hertogdom Moravisch Servië. Aangenomen wordt dat de stad is vernoemd naar de lokale ronde riviersteen “krušac”, waaruit de ommuurde stad werd gebouwd. Delen van de middeleeuwse torens bestaan nog steeds, met een museum en de gerestaureerde “Lazarica”-kerk uit de 14e eeuw. 
De Lazarica-kerk is gewijd aan St. Stephan en is het prototype van de Moravië-stijl. Hertog Lazar bouwde de kerk in 1376 ter gelegenheid van de geboorte van zijn zoon Stephan. 
Volgens de legende ging het leger van alle Servische hertogdommen vanuit de stad naar de strijd in Kosovo (Slag op het Merelveld) in 1389. Voor vertrek deed het leger communie in de “Lazarica”-kerk. De Servische legers wonnen de strijd, maar stopten niet de Turkse verovering in de komende decennia.  
De stad Kruševac was de hoofdstad van Moravisch Servië tot 1405, toen Lazars zoon Stefan Lazarević Belgrado de hoofdstad maakte. Kruševac werd uiteindelijk veroverd door de Turken in 1454. De stad werd definitief bevrijd van de Turken in 1833.

## Geboren
- Radmila Živković (1953-2024), actrice
- Dušan Veškovac (16 maart 1986), voetballer
- Sanja Vučić (8 augustus 1993), zangeres

## Economie
De stad was ooit een sterk economisch centrum met ontwikkelde chemische en metaalverwerkende industrie. Bekende fabrieken in de stad zijn onder meer 14 Oktobar (metaalindustrie), Henkel-Merima (chemische industrie), Župa (chemische industrie), Trayal (chemische industrie), FAM (chemische industrie) en Rubin (alcoholische dranken).

## Plaatsen in de gemeente
| - Begovo Brdo - Bela Voda - Belasica - Bivolje - Bovan - Bojince - Boljevac - Brajkovac - Bukovica - Buci - Velika Kruševica - Velika Lomnica - Veliki Kupci - Veliki Šiljegovac - Veliko Golovode - Veliko Krušince - Vitanovac - Vratare - Vučak - Gavez - Gaglovo - Gari - Globare - Globoder - Gornji Stepoš - Grevci - Grkljane - Dvorane - Dedina - Dobromir | - Doljane - Donji Stepoš - Đunis - Žabare - Zdravinje - Zebica - Zubovac - Jablanica - Jasika - Jošje - Kamenare - Kaonik - Kapidžija - Kobilje - Komorane - Konjuh - Koševi - Krvavica - Kruševac - Kukljin - Lazarevac - Lazarica - Lipovac - Lovci - Lukavac - Ljubava - Majdevo - Makrešane - Mala Vrbnica - Mala Reka | - Mali Kupci - Mali Šiljegovac - Malo Golovode - Malo Krušince - Mačkovac - Meševo - Modrica - Mudrakovac - Naupare - Padež - Pakašnica - Parunovac - Pasjak - Pepeljevac - Petina - Pozlata - Poljaci - Ribare - Ribarska Banja - Rlica - Rosica - Sebečevac - Sezemče - Slatina - Srndalje - Srnje - Stanci - Suvaja - Sušica - Tekija | - Trebotin - Trmčare - Ćelije - Cerova - Crkvina - Čitluk - Šavrane - Šanac - Šašilovac - Šogolj - Štitare |

## Partnersteden
- Korfoe (Griekenland)